# Jan Jarczyk
Jan Jarczyk (* 7. Oktober 1947 in Krakau; † 3. August 2014 in Montreal) war ein polnischer Jazzmusiker (Piano, Posaune) und Hochschullehrer für Jazz-Komposition.

## Leben
Jarczyk absolvierte die Musikakademie Krakau. Er nahm währenddessen Unterricht unter anderem bei Tomasz Stańko und war zu dieser Zeit Mitglied im Quartett von Zbigniew Seifert, mit dem er 1969 auch auf dem Jazz Jamboree auftrat. Er machte in Krakau seinen Bachelor-Abschluss als Pianist 1970 und seinen Master in klassischer Komposition 1972. In zwei aufeinander folgenden Jahren, 1971 und 1972, errang er ein Ganzjahresstipendium, das mit dem „Polish Composers Association Award“ einhergeht.
Er arbeitete einige Jahre als Pianist, Komponist und Arrangeur für das Polnische Radiojazz-Orchester. Die Resultate liegen auch in einer Reihe von polnischen Jazzrecord-Alben dokumentiert vor. Jarczyk arbeitete als Pianist, Posaunist und Arrangeur in seiner polnischen Zeit unter anderem mit Zbigniew Namysłowski, Jan Ptaszyn Wróblewski und Tomasz Stanko. 1974 gewann er den „Grand Prix du Concours d’Improvisation de piano jazz“ beim Wettbewerb im französischen Lyon.
Das „Summer Scholarship“-Stipendium am Berklee College of Music 1976 führte dazu, dass er 1977 dauerhaft nach Nordamerika auswanderte. Jarczyk machte 1980 einen akademischen Abschluss am Bostoner College. Er lehrte dann 1980–1985 dort Harmonielehre und Komposition. 1985 erhielt er einen Ruf als Professor für Jazz Studies nach Kanada, wo er seit 1986 Leiter des Departments (auch bekannt als „Schulich School of Music“) an der McGill-Universität in Montreal (Kanada) war und bei seinen Studenten als ausgesprochen beliebt und anerkannt galt.
Jan Jarczyks kompositorisches Schaffen reichte von Musik mit Streichquartett und Jazztrio, Quartett und Quintett bis zum großen Orchester und Filmmusik einerseits, Piano solo andererseits.
Als Musiker spielte er unter anderen mit Leszek Zadlo, Janusz Stefański, Phil Wilson, Greg Hopkins, Tim Hagans, Donny McCaslin, Aaron Scott, Pat LaBarbera, Jan De Haas, Jean-Pierre Zanella, Michel Donato, Kevin Dean, Neil Swainson, Andre White, Dave Laing und Rémi Bolduc.
John Jarczyk starb am 3. August 2014 nach einem Krebsleiden.

## Diskographische Hinweise
- Fall Songs Album, CD 2001 auf dem kanadischen Label Justin Time[6]
- Goin' Places (gemeinsam mit Denny Christianson und Pat LaBarbera), Album, CD 2000
- Piano Music, Live at Pollack Hall Album, CD 1999
- Cliffs Album, CD 1998
- Moments Musicaux Album, CD 1997
- Things to Look For Album, CD 1995

## Auszeichnungen (Auswahl)
- Erster Preis des Montreal Jazz Festival für die beste Jazz-Komposition, (1999)
- Orden der Stadt Chodzież, Polen (1999)
- Nominierung für den Félix Award für das Beste Jazz-Album des Jahres, Montreal (1996)
- Stipendium am Berklee College, Boston (1976)